# Feskekôrka

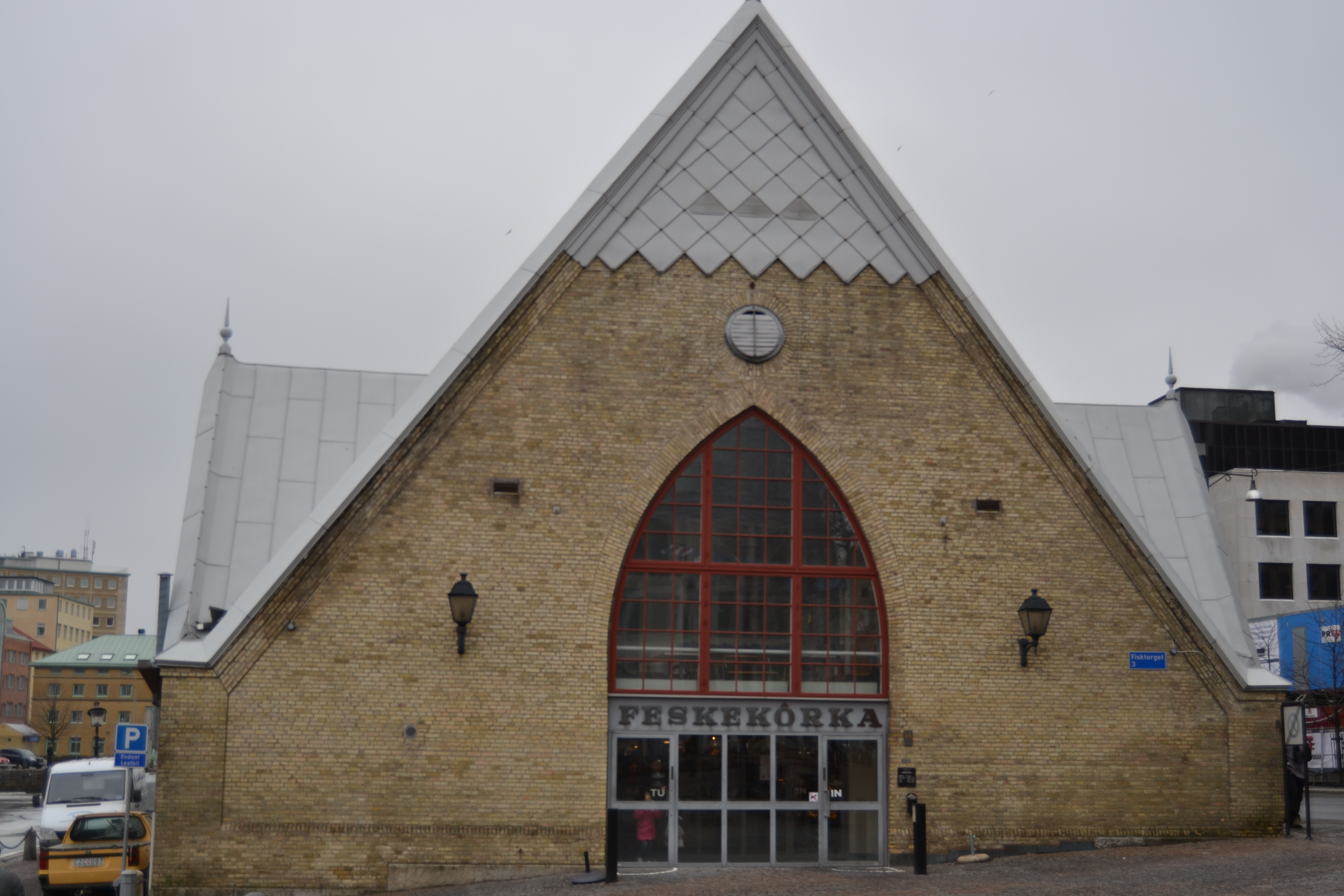
Feskekôrka, el mercat del peix de Göteborg

Feskekôrka ("església del peix" en català) és un mercat cobert de peix que es troba a la ciutat sueca de Göteborg i que rep aquest nom per la semblança del seu emplaçament amb una església gòtica. Va obrir les portes l'1 de novembre de 1874 i va ser dissenyada per l'arquitecte Victor von Gegerfelt. Feskekôrka és tota una institució a Göteborg com també una atracció turística, ja que és un dels mercats més antics de la ciutat.
A més del mercat del peix, l'edifici compta amb un restaurant de peix i marisc 